# Moià
Moià è un comune catalano di 5 600 abitanti situato nella comunità autonoma spagnola della Catalogna. È il capoluogo del Moianès, una comarca nata nell'anno 2015.